# LWRC M6
M6 — серия карабинов, разработанных и производимых компанией LWRC International. Он основан на карабине M4, с которым у него 80% взаимозаменяемых деталей. Как и HK416, M6 имеет запатентованную схему с коротким ходом газового поршня и конструкцию шпонки затворной рамы, которая предотвращает контакт захваченных газов с затворной рамой или ствольной коробкой автомата. Производитель утверждает, что это снижает нагрев и нагар, упрощает техническое обслуживание в полевых условиях и повышает надёжность.

## Варианты

### М6
M6 — самая базовая модель, наиболее похожая на M4, но по-прежнему имеющая систему короткого хода газового поршня, общую для всех моделей.
M6 теперь заменён на M6-SL (лёгкий) в качестве основного варианта.

### М6А1
M6A1 также имеет сходства на M4, но имеет возможность для установки аксессуаров SOPMOD, аналогичных M4A1, используемых USSOCOM. Разница между моделью M6 и моделью A1 заключается в добавлении системы планок.

### М6А2
LWRC идентифицирует M6A2 как «стандартный карабин», благодаря чему он имеет функции, которые позволяют использовать его в нескольких ролях помимо винтовки, например, дополнительный более длинный ствол, позволяющий использовать его в качестве специальной марксманской винтовки.  Данная винтовка одобрена Управлением по борьбе с наркотиками в США.
M6A2 UCIW (Ultra Compact Individual Weapon) был принят на вооружение спецназа Великобритании примерно в 2012 году в ограниченном количестве. 178-мм ствол и общая длина карабина в 559 мм соответствовали ключевым требованиям испытаний спецназа, благодаря чему M6A2 успешно конкурировало за британский контракт с HK416C. M6A2 UCIW под патрон 5,56 × 45 мм НАТО весит 2,8 кг и предназначен для использования кинологами, командирами групп, связистами, а также для использования в транспортных средствах и при проведении скрытой разведки и личной охраны, заменив в последней роли пистолет-пулемёт MP5K под патрон 9 × 19 мм. Данный автомат был часто замечен в Афганистане с глушителем SureFire и оптикой Aimpoint, Trijicon или EO Tech .

### LWRC PSD
LWRC PSD — короткоствольный карабин с 8-дюймовым стволом и прикладом Magpul CTR. Выпускается под патрон 5,56 мм NATO или 6,8 мм Remington SPC. Также доступен без приклада как пистолет M6A2-P, который однако является полуавтоматическим.

### М6А3
M6A3 был разработан специально для применения в качестве марксманской винтовки. Оснащён регулируемой газовой системой, позволяющей пользователю адаптировать винтовку к различным условиям. Имеет возможность размещения оптических прицелов. В M6A3 встроен газовый блок с откидной мушкой, в отличие от фиксированной мушки в M6 и M6A1.

### М6А4
M6A4 был разработан, чтобы выполнять роль автоматического оружия отделения. Он был разработан для программы пехотных автоматических винтовок Корпуса морской пехоты США, которая стремилась заменить часть пулемётов M249 более лёгким оружием. Однако он проиграл испытания в пользу Heckler & Koch HK416.

## Страны-эксплуатанты
- Иордания
- Саудовская Аравия
- Швеция
- Великобритания
- США